# Terremoto dell'Appennino centro-meridionale del 1349
Il terremoto dell'Appennino centro-meridionale del 1349 è stato un terremoto, o più probabilmente un insieme di eventi sismici, verificatosi il 9 settembre 1349.
Il sisma fu fortemente risentito in gran parte dello Stato della Chiesa (eccetto che in Romagna) e del Regno di Napoli (eccetto che in Calabria), pur producendo i suoi massimi effetti nel territorio corrispondente alle attuali regioni Abruzzo, Lazio e Molise. L'esatta localizzazione epicentrale e la sequenza temporale degli eventi rimangono alquanto incerte, ma l'intera crisi sismica fece registrare circa 2 500 vittime.

## Eventi sismici
Le fonti storiche riferiscono che la sequenza iniziò il 22 gennaio 1349 con un evento di modesta entità che ebbe epicentro nel Sannio, nei pressi di Isernia, come raccontato da Sant'Antonino di Firenze nel suo Chronicon.
Da evidenziare inoltre che in Italia centrale era in corso la seconda, violentissima, pandemia di peste nera che di lì a poco si propagò in tutta Europa, mentre l'Italia meridionale soffriva una pesante situazione economico-sociale dovuta a carestia e guerre civili.

### Sequenza del 9 settembre 1349
Non è ancora storicamente accertato se il 9 settembre si verificarono più terremoti distinti quasi in contemporanea, oppure se si sia trattato di un unico grande evento sismico con effetti diffusi in tutto l'Italia centro-meridionale; questa seconda ipotesi, per quanto possibile, viene ritenuta poco plausibile mentre è noto che le sequenze sismiche in Appennino possano culminare in più episodi distruttivi a breve distanza di tempo, come dimostrato ad esempio dalla sequenza del 1703. Ciò che rende unico il terremoto del 1349 è che la sorgente sismica è diversa in tutti e due (o quattro) gli eventi verificatisi.
Di seguito la lista degli eventi sismici, certi o ipotizzati, relativi al 9 settembre 1349 ed elencati da nord a sud:
| Epicentro                | Epicentro     | Epicentro             | Potenza | Potenza | Note |
| Regione                  | Località      | Coordinate            | Mw      | Io      | Note |
| ------------------------ | ------------- | --------------------- | ------- | ------- | --- |
| Patrimonio di San Pietro | Montefiascone | 42°31′48″N 11°58′12″E | ?       | ?       | Evento che viene ipotizzato essersi verificato nel Lazio settentrionale, al confine tra lo Stato pontificio e il Granducato di Toscana.                                                             |
| Abruzzo Ultra            | Fiamignano    | 42°16′12″N 13°07′12″E | 6.3     | 9       | Si verificò nell'area del Cicolano, al confine tra l'Abruzzo Ultra e lo Stato pontificio, e causò gravi danni all'Aquila dove si verificarono circa 800 vittime.                                    |
| Abruzzo Ultra            | Sulmona       | 42°01′12″N 13°56′24″E | ?       | ?       | Evento che viene ipotizzato essersi verificato nella conca Peligna, al confine tra l'Abruzzo Ultra e l'Abruzzo Citra.                                                                               |
| Terra di Lavoro          | Acquafondata  | 41°33′00″N 13°56′24″E | 6.8     | 10      | Fu il principale evento della sequenza sismica e si verificò al confine tra la Terra di Lavoro e lo Stato pontificio. I suoi effetti si propagarono su una vasta area tra la valle Roveto e Napoli. |

Nella stessa giornata si sarebbe dunque verificata «la più alta concentrazione di terremoti disastrosi nella storia italiana», che, unita alla seconda pandemia di peste nera, configurò il 1349 come annus horribilis;

## Danni e vittime
(Francesco Petrarca)
Per estensione e intensità, la sequenza sismica produsse gravissimi danni in numerosi centri dell'Abruzzo Ultra, della Terra di Lavoro, del Contado di Molise e dello Stato pontificio, colpendo anche Roma e Napoli. A tal proposito, un'autorevole testimonianza è quella di Francesco Petrarca che, in occasione del Giubileo del 1350, visitò Roma trovandola fortemente provata dai danni causati dal terremoto; il Petrarca annota che a causa del sisma erano crollati numerosi edifici civili e molte chiese. Notizie di danni nel'Urbe arrivano anche dallo storico Matteo Villani che raccontò come gli eventi sismici «feciono cadere il campanile della chiesa grande di San Pagolo, con parte della nobile torre delle Milizie, e la torre del Conte».
Giovanni Villani e, soprattutto, Buccio di Ranallo annotano nelle loro Cronache la devastazione che il terremoto causò all'Aquila, che risultava già danneggiata dal sisma del 1315; molti furono i crolli, con il conte Lalle Camponeschi che ordinò di ammassare le macerie nei pressi di Porta Leone, impedendo così agli abitanti spaventati di abbandonare la città, che da sola contò circa 800 vittime.
Secondo una memoria conservata nell'abbazia di Montecassino l'evento sismico colpì duramente l'intero Regno di Napoli. Subirono gravi danni anche Isernia, Venafro e Montecassino. A Telese Terme, nel Sannio, le ripetute scosse sismiche sconvolsero il suolo favorendo la nascita di mofete, la creazione di un lago e l'emanazione di vapori solfurei che resero l'aria irrespirabile e causarono l'abbandono della cittadina. Ad Alatri il sisma provocò il crollo del corpo centrale di Palazzo Gottifredo.